# Calotes desilvai
Calotes desilvai är en ödleart som beskrevs av  Mohomed M. Bahir och MADUWAGE 2005. Calotes desilvai ingår i släktet Calotes och familjen agamer. Inga underarter finns listade.